# Daniel Anderson
Daniel Robert Anderson (Bellingham, 3 de marzo de 1986) es un músico y productor discográfico estadounidense, reconocido por ser uno de los fundadores de la banda de rock alternativo Idiot Pilot y de la agrupación de dance Glowbug.

## Biografía
En 2003, Anderson fundó con su compañero de clases Michael Harris el dúo de rock alternativo Idiot Pilot. Antes de lograr un contrato discográfico con el sello Reprise, la banda publicó su disco debut Strange We Should Meet Here de forma independiente. Con el dúo ha publicado otros dos discos de estudio: Wolves de 2007 y Blue Blood de 2019. A comienzos de la década de 2010 inició un nuevo proyecto musical titulado Glowbug, en el que experimenta con música dance y electrónica. En 2013 el músico anunció una colaboración musical con Lourdes Hernández y Russian Red, titulado Spectorize.

## Discografía

### Con Idiot Pilot
- Strange We Should Meet Here (2005)
- Wolves (2007)
- Blue Blood (2019)

### Con The Ghost and the Grace
- Behold! A Pale Horse (2009)

### Con Glowbug
- Mr. Plastic (2011)
- Suit of Swords (2012)
- Wordless (2014)
- Headhunters (2015)
- Fantasma Del Tropico (2017)
- Weezing (2018)
- Vampire Empire (2020)
- The Bumblebee King (2021)
- Your Funeral (2022)

### Con Ancient Lasers
- You In The Future (2013)
- In Quicksand (2015)
- Artifact Wavs (2016)
- No Photos on God Mode (2018)